# Cathédrale de l'Immaculée-Conception de Chengdu
Cette  cathédrale n’est pas la seule cathédrale de l'Immaculée-Conception.
La cathédrale de l'Immaculée-Conception de Chengdu, dans la province du Sichuan, en Chine, également appelée cathédrale du Pont paisible (chinois simplifié : 平安桥天主教堂 ; chinois traditionnel : 平安橋天主教堂 ; pinyin : píng'ān qiáo tiānzhǔ jiàotáng), est une cathédrale bâtie en 1904, dans le district de Qingyang, dans l'actuel centre-ville de Chengdu.
Elle est le siège du diocèse de Chengdu.
Depuis le 1er juin 2007, elle est classée dans les sites historiques de la province du Sichuan, et depuis le 5 mars 2013, elle est classée dans la liste des sites historiques et culturels majeurs protégés au niveau national, pour la province du Sichuan.

## Galerie

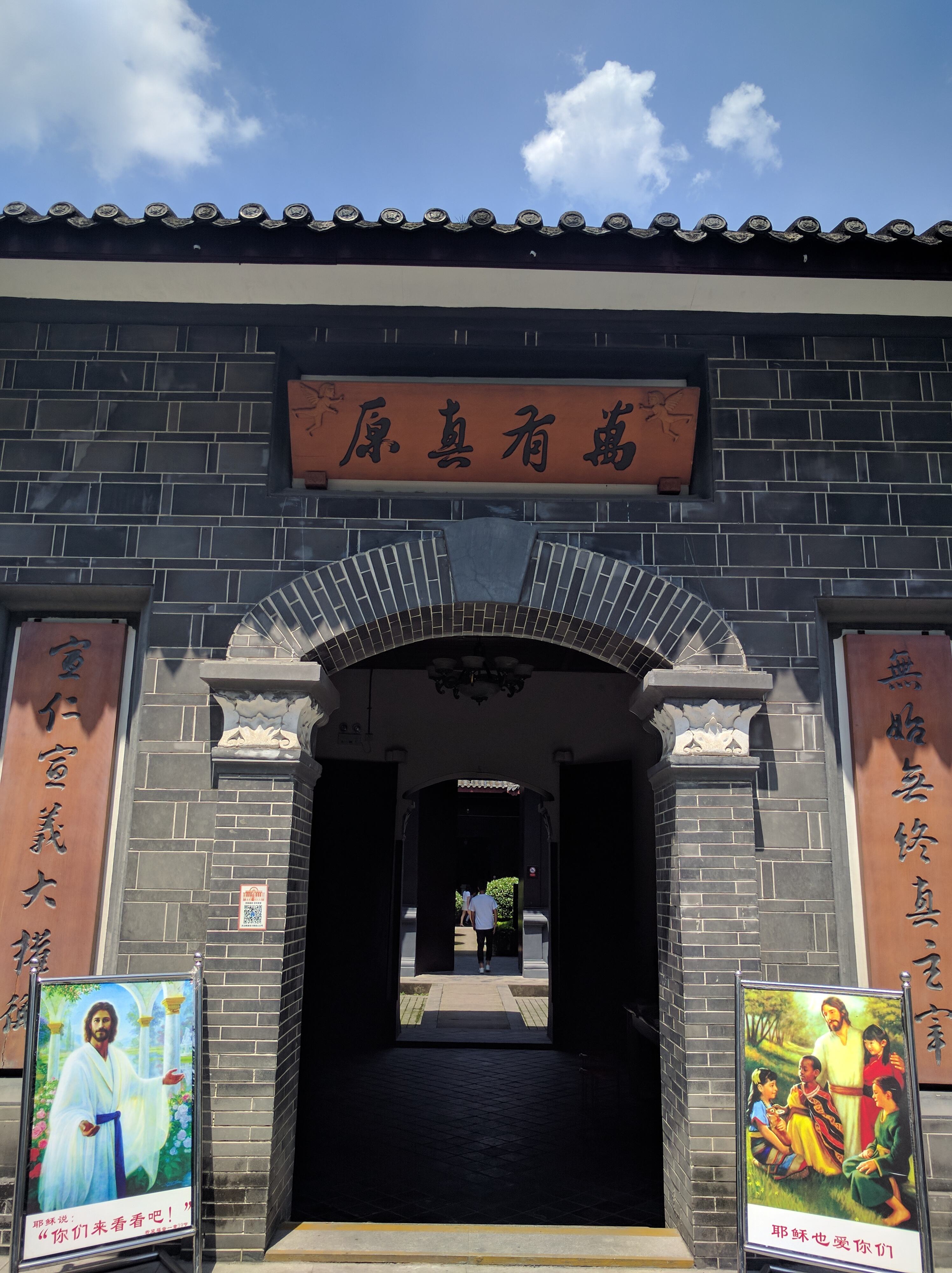
Bâtiment de la cour du diocèse.
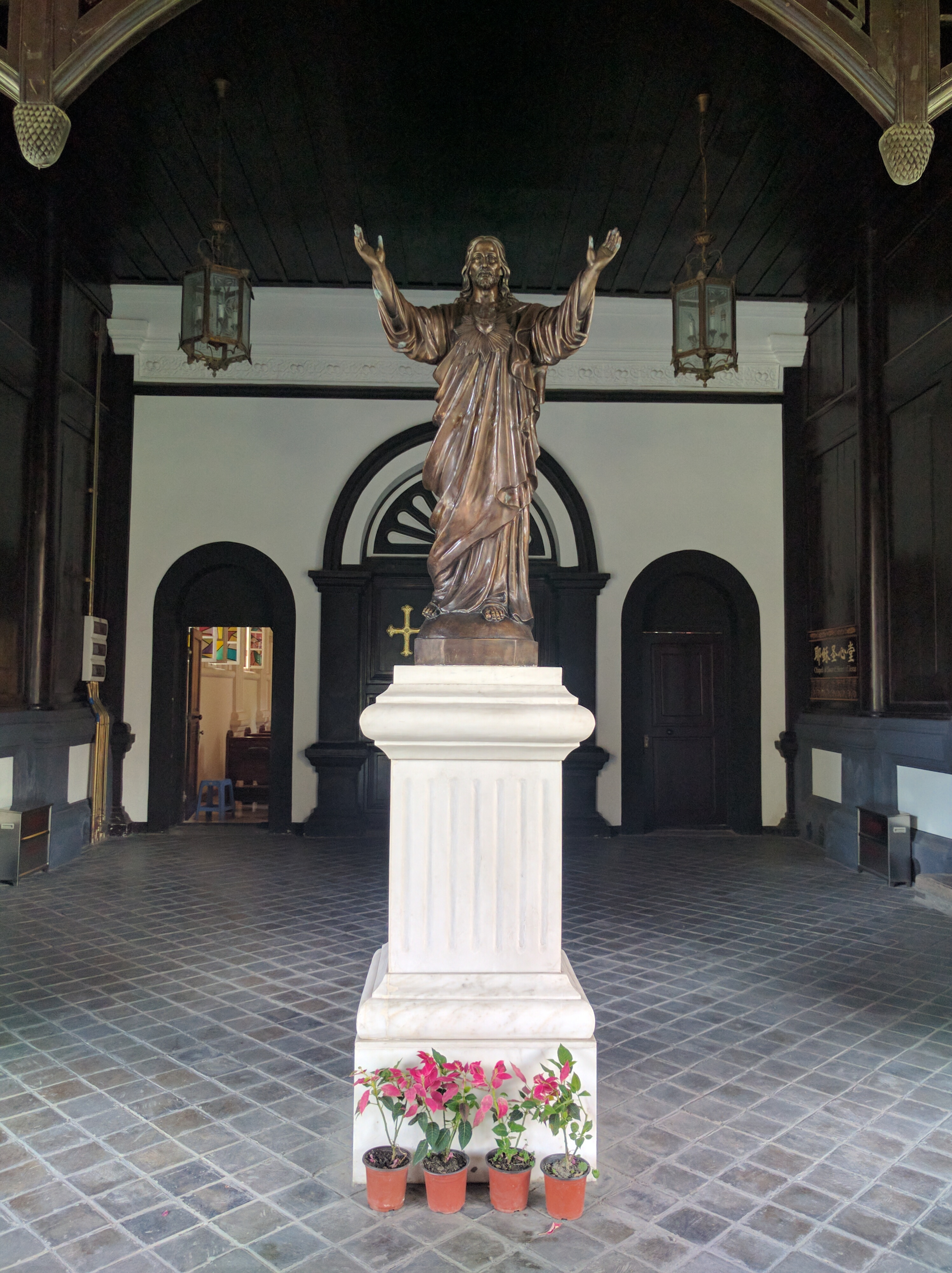
Statue dans l'église.
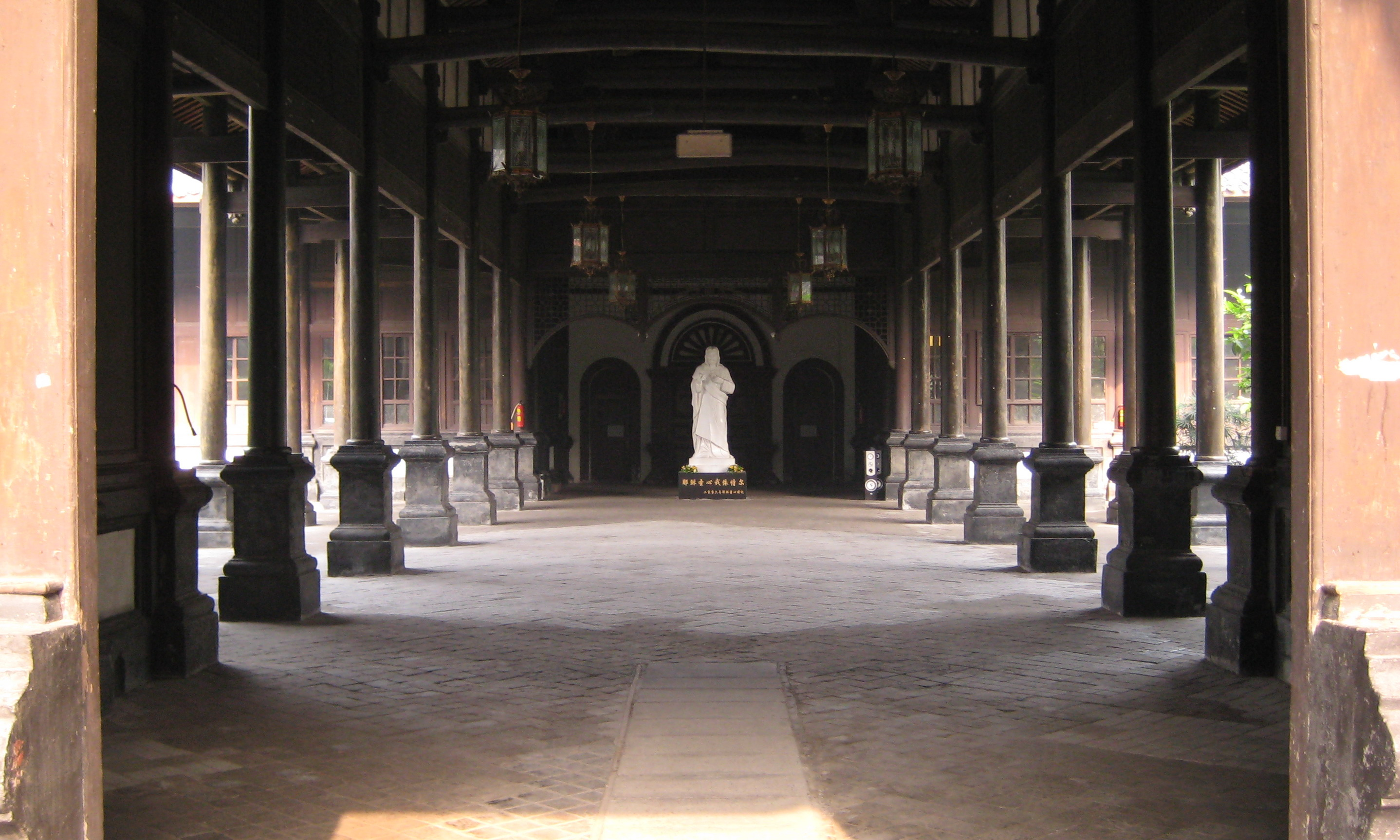
Arcades.
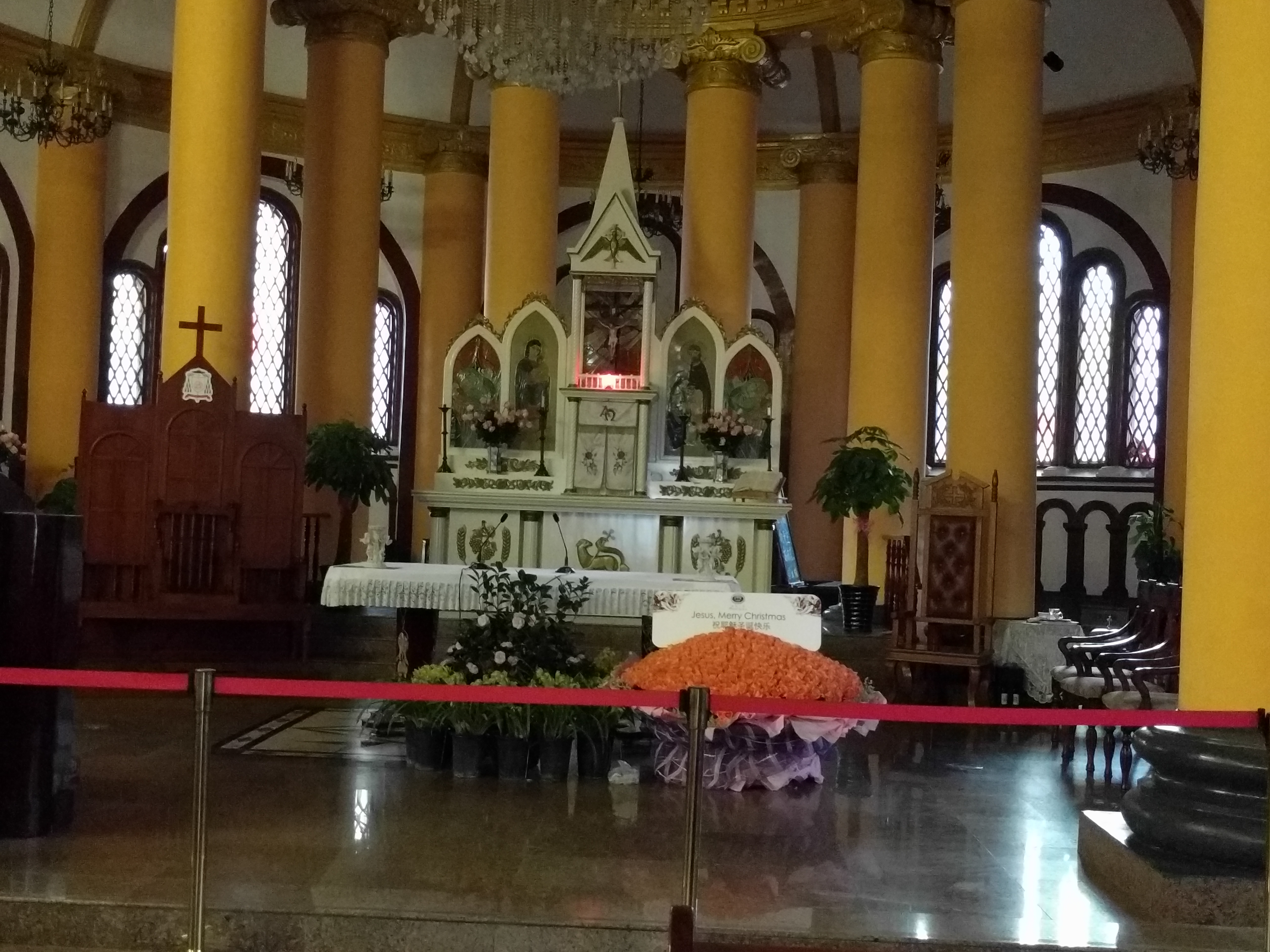
Autel.
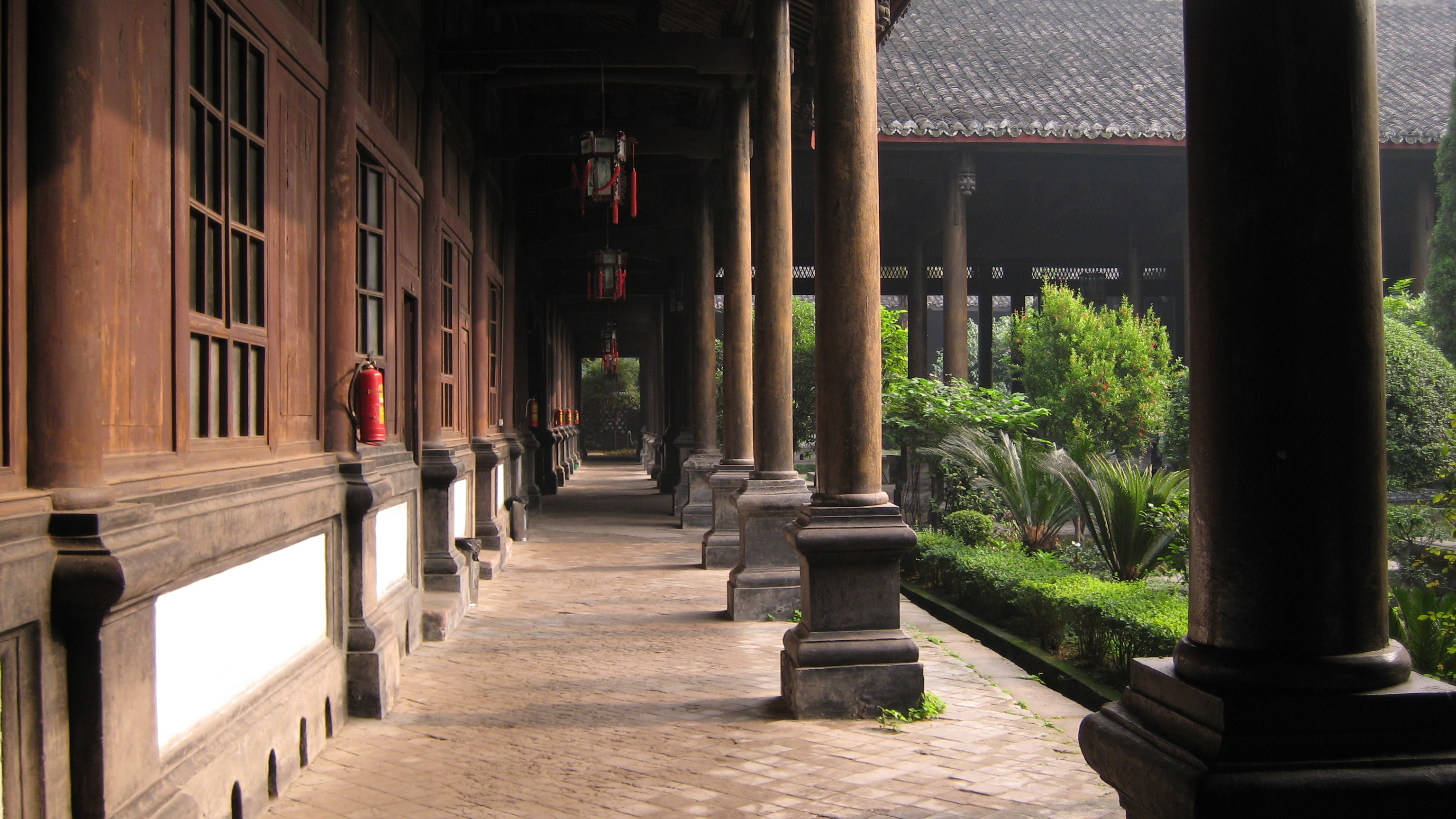
Patio de la maison de l'évêque.